# Łachwa (gmina)
Łachwa (1919 alt. Lachowa) – dawna gmina wiejska istniejąca do 1939 roku w woj. poleskim (obecnie na Białorusi). Siedzibą władz gminy była Łachwa, która początkowo stanowiła odrębną gminę miejską.
Początkowo gmina należała do powiatu mozyrskiego. 7 listopada 1920 r. została przyłączona do nowo utworzonego powiatu łuninieckiego pod Zarządem Terenów Przyfrontowych i Etapowych. 19 lutego 1921 r. wraz z całym powiatem weszła w skład nowo utworzonego województwa poleskiego. 18 kwietnia 1928 roku do gminy przyłączono część zniesionej gminy Kożangródek oraz wieś Sinkiewicze z (nie zniesionej) gminy Lenin. 
Po wojnie obszar gminy Łachwa wszedł w struktury administracyjne Związku Radzieckiego.